# Rácsozott

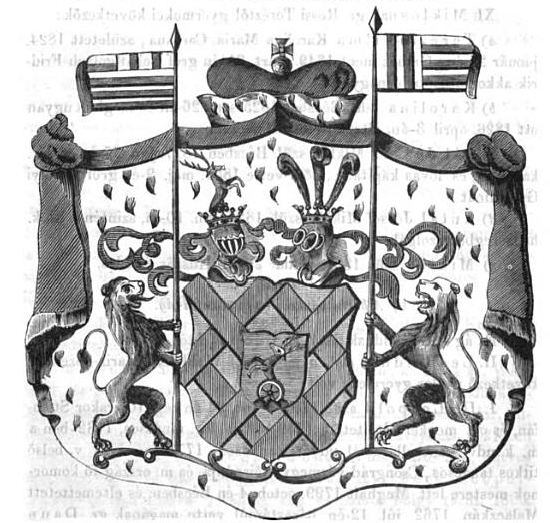
Harántrácsozott pajzs a Pálffy-Daun címerben

Névváltozatok: rostély (Nagy Iván VII. 19.), harántosan rácsozott (Barna-Sümeghy 109.)

de: gegittert, Flechtgitter, Schräggitter (harántrács)  

Rövidítések
A rácsozott a heraldikai címerleírásokban használt fogalom, az olyan mesteralak megnevezésére, mely egymásba hálószerűen fonódó vagy rácsszerű vízszintes és függőleges sávokból áll és az így létrejövő minta rácsra emlékeztet. Változata a harántrácsozott, amikor a sávok átlósak.
Ha tehát a mező egyidejűleg többször is vágott és hasított, rács jön létre, ha a tagolások borítása, mely lehet akár egy- vagy többféle színű is, nem váltakozik sakktáblaszerűen, hanem rácsozatot alkot. A tagolások egymásba fonódhatnak vagy rácsot is alkothatnak.  
A csejtei Kristóffy család címere arannyal harántosan rácsozott kék pajzsban koronából kiemelkedő két fekete sasszárny. A rácsozás nem tévesztendő össze a damaszkolás mértani vonalakból álló változatával, mely nem része a címer kompozíciójának, ezért a címerleírásban sem kell megemlíteni.  
A rácsminta állhat csíkpólyákból (de: Strichbalken) és csíkcölöpökből (de: Strichphählen) is. Ilyenek főként finomabb ábrázolásmódoknál fordulnak elő. Ha tehát a rácsminta szokatlanul vékony csíkokból áll, azt nevezhetjük szűken rácsozottnak (de: enggegittert) vagy szűk rácsnak (de: eng Gitter) is.  
A leírásnál az egyes csíkok számát nem kell megadni.

## Kapcsolódó szócikk
- Rács (heraldika)